# Allogryllus homalonyx
Allogryllus homalonyx är en insektsart som beskrevs av Lucien Chopard 1925. Allogryllus homalonyx ingår i släktet Allogryllus och familjen syrsor. Inga underarter finns listade i Catalogue of Life.